# نخست‌وزیر مالزی
نخست‌وزیر مالزی (مالایی: Perdana Menteri Malaysia) رئیس دولت مالزی و مسئول اداره شاخه اجرایی دولت فدرال مالزی است. نخست‌وزیر از میان اعضای پارلمان و با رای نمایندگان پارلمان انتخاب می‌شود. این شخص معمولاً رهبر حزبی است که بیشترین کرسی‌ها را در انتخابات عمومی به دست می‌آورد.

## فهرست نخست وزیران مالزی
Coalition:       Alliance Party (AP)       باریسان ناسیونال (جبهه ملی) (BN)
حزب:       United Malays National Organisation (UMNO)
| GE Term | № | نام Constituency (زاده–درگذشته)                    | تصویر          | Term of office  | Term of office | Term of office | حزب  | Coalition | عنوان افتخاری                                                                    |
| GE Term | № | نام Constituency (زاده–درگذشته)                    | تصویر          | Took Office     | Left Office    | Days           | حزب  | Coalition | عنوان افتخاری                                                                    |
| ------- | - | -------------------------------------------------- | -------------- | --------------- | -------------- | -------------- | ---- | --------- | -------------------------------------------------------------------------------- |
| 00      | ۱ | تونکو عبدالرحمان MP for Kuala Muda (۱۹۰۳–۱۹۹۰)     |                | ۳۱ اوت ۱۹۵۷     | ۲۷ ژوئن ۱۹۵۹   | 4770           | UMNO | AP        | Father of Independence (Bapa Kemerdekaan) and Father of Malaysia (Bapa Malaysia) |
| 01      | ۱ | تونکو عبدالرحمان MP for Kuala Muda (۱۹۰۳–۱۹۹۰)     | ۱۹ اوت ۱۹۵۹    | ۱ مارس ۱۹۶۴     |                | 4770           | UMNO | AP        | Father of Independence (Bapa Kemerdekaan) and Father of Malaysia (Bapa Malaysia) |
| 02      | ۱ | تونکو عبدالرحمان MP for Kuala Muda (۱۹۰۳–۱۹۹۰)     | ۲۱ مارس ۱۹۶۴   | ۲۰ مارس ۱۹۶۹    |                | 4770           | UMNO | AP        | Father of Independence (Bapa Kemerdekaan) and Father of Malaysia (Bapa Malaysia) |
| 03      | ۱ | تونکو عبدالرحمان MP for Kuala Muda (۱۹۰۳–۱۹۹۰)     | ۱۰ مه ۱۹۶۹     | ۲۲ سپتامبر ۱۹۷۰ |                | 4770           | UMNO | AP        | Father of Independence (Bapa Kemerdekaan) and Father of Malaysia (Bapa Malaysia) |
| 03      | ۲ | عبدال رازک حسین MP for Pekan (۱۹۲۲–۱۹۷۶)           |                | ۲۲ سپتامبر ۱۹۷۰ | ۳۱ ژوئیه ۱۹۷۴  | 1940           | UMNO | AP        | Father of Development (Bapa Pembangunan)                                         |
| 04      | ۲ | عبدال رازک حسین MP for Pekan (۱۹۲۲–۱۹۷۶)           | ۲۴ اوت ۱۹۷۴    | ۱۴ ژانویه ۱۹۷۶  | BN             | 1940           | UMNO |           | Father of Development (Bapa Pembangunan)                                         |
| 04      | ۳ | حسین اون MP for Johor Timur (۱۹۲۲–۱۹۹۰)            |                | ۱۴ ژانویه ۱۹۷۶  | ۱۲ ژوئن ۱۹۷۸   | 2010           | UMNO | BN        | Father of Unity (Bapa Perpaduan)                                                 |
| 05      | ۳ | حسین اون MP for Johor Timur (۱۹۲۲–۱۹۹۰)            | ۸ ژوئیه ۱۹۷۸   | ۱۶ ژوئیه ۱۹۸۱   |                | 2010           | UMNO | BN        | Father of Unity (Bapa Perpaduan)                                                 |
| 05      | ۴ | ماهاتیر محمد MP for Kubang Pasu (b. ۱۹۲۵)          |                | ۱۶ ژوئیه ۱۹۸۱   | ۲۹ مارس ۱۹۸۲   | 8142           | UMNO | BN        | Father of Modernisation (Bapa Pemodenan)                                         |
| 06      | ۴ | ماهاتیر محمد MP for Kubang Pasu (b. ۱۹۲۵)          | ۲۲ آوریل ۱۹۸۲  | ۱۹ ژوئیه ۱۹۸۶   |                | 8142           | UMNO | BN        | Father of Modernisation (Bapa Pemodenan)                                         |
| 07      | ۴ | ماهاتیر محمد MP for Kubang Pasu (b. ۱۹۲۵)          | ۳ اوت ۱۹۸۶     | ۴ اکتبر ۱۹۹۰    |                | 8142           | UMNO | BN        | Father of Modernisation (Bapa Pemodenan)                                         |
| 08      | ۴ | ماهاتیر محمد MP for Kubang Pasu (b. ۱۹۲۵)          | ۲۱ اکتبر ۱۹۹۰  | ۶ آوریل ۱۹۹۵    |                | 8142           | UMNO | BN        | Father of Modernisation (Bapa Pemodenan)                                         |
| 09      | ۴ | ماهاتیر محمد MP for Kubang Pasu (b. ۱۹۲۵)          | ۲۵ آوریل ۱۹۹۵  | ۱۰ نوامبر ۱۹۹۹  |                | 8142           | UMNO | BN        | Father of Modernisation (Bapa Pemodenan)                                         |
| 10      | ۴ | ماهاتیر محمد MP for Kubang Pasu (b. ۱۹۲۵)          | ۲۹ نوامبر ۱۹۹۹ | ۳۱ اکتبر ۲۰۰۳   |                | 8142           | UMNO | BN        | Father of Modernisation (Bapa Pemodenan)                                         |
| 10      | ۵ | عبدالله احمد بداوی MP for Kepala Batas (۱۹۳۹–۲۰۲۵) |                | ۳۱ اکتبر ۲۰۰۳   | ۲ مارس ۲۰۰۴    | 1981           | UMNO | BN        | Father of Human Capital Development (Bapa Pembangunan Modal Insan)               |
| 11      | ۵ | عبدالله احمد بداوی MP for Kepala Batas (۱۹۳۹–۲۰۲۵) | ۲۱ مارس ۲۰۰۴   | ۱۳ فوریه ۲۰۰۸   |                | 1981           | UMNO | BN        | Father of Human Capital Development (Bapa Pembangunan Modal Insan)               |
| 12      | ۵ | عبدالله احمد بداوی MP for Kepala Batas (۱۹۳۹–۲۰۲۵) | ۸ مارس ۲۰۰۸    | ۳ آوریل ۲۰۰۹    |                | 1981           | UMNO | BN        | Father of Human Capital Development (Bapa Pembangunan Modal Insan)               |
| 12      | ۶ | نجیب تون رزاق MP for Pekan (b. ۱۹۵۳)               |                | ۳ آوریل ۲۰۰۹    | ۳ آوریل ۲۰۱۳   | 5855           | UMNO | BN        | Father of Transformation (Bapa Transformasi)                                     |
| 13      | ۶ | نجیب تون رزاق MP for Pekan (b. ۱۹۵۳)               | ۶ مه ۲۰۱۳      | Incumbent       |                | 5855           | UMNO | BN        | Father of Transformation (Bapa Transformasi)                                     |